# Anusia tornike
Anusia tornike – gatunek błonkówki z rodziny suskowatych.
Gatunek ten został opisany w 2016 roku przez G. Dżaposzwiliego na podstawie dwóch samic, odłowionych w Tbilisi.
Krótkoszkrzydła bleskotka o spłaszczonym ciele długości od 0,81 do 0,94 mm. Ubarwienie metalicznie brązowe z ciemnobrązowymi czułkami i żółtymi odnóżami, z wyjątkiem brązowych tylnych ud i plamki na tylnych goleniach. Na dwukrotnie szerszej niż frontovertex głowie przyoczka rozstawione są na planie rozwartokątnego trójkąta. Krawędź potyliczna głowy ostra. Czułki o buławce nieco dłuższej niż człony biczyka od trzeciego do szóstego razem wzięte, a trzonku dłuższym niż człony biczyka pierwszy i drugi razem wzięte. Trzonek, biczyk i buławka razem wzięte są prawie 1,2 raza dłuższe od głowy. Długość przedplecza przekracza połowę długości mesoscutum.
Gatunek znany wyłącznie z Gruzji.